# Любен (Силистренская область)
Любен (болг. Любен) — село в Болгарии. Находится в Силистренской области, входит в общину Ситово. Население составляет 662 человека.

## Политическая ситуация
В местном кметстве Любен, в состав которого входит Любен, должность кмета (старосты) исполняет Еджевит Джевдет Шабан (Движение за права и свободы (ДПС)) по результатам выборов правления кметства.
Кмет (мэр) общины Ситово — Николай Георгиев Неделчев (Болгарская социалистическая партия (БСП)) по результатам выборов в правление общины.